# Lasianthus sylvestroides
Lasianthus sylvestroides är en måreväxtart som beskrevs av Theodoric Valeton. Lasianthus sylvestroides ingår i släktet Lasianthus och familjen måreväxter. Inga underarter finns listade i Catalogue of Life.